# Regierung Borissow I

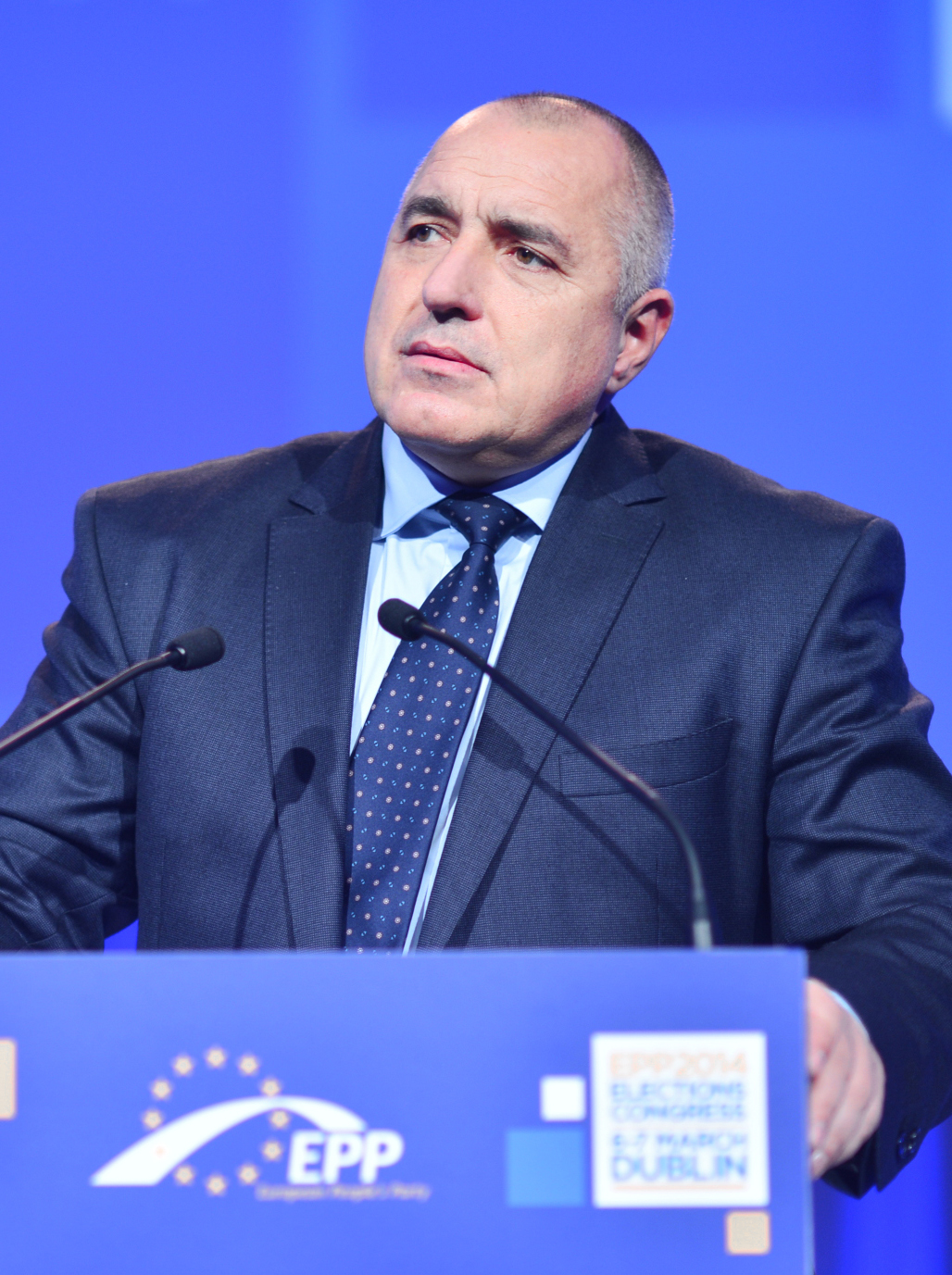
Ministerpräsident Bojko Borissow

Das Kabinett Borissow stellte die 87. Regierung Bulgariens dar und war seit dem 27. Juli 2009 im Amt. Sie wurde von der Partei GERB nach ihrem Wahlsieg bei der Parlamentswahl 2009 mit Ministerpräsident Bojko Borissow gebildet. Der Regierung gehörten auch parteilose Experten an und sie wurde mehrmals umgebildet. Nach landesweiten Protesten trat die Regierung zurück. Ihr folgte am 13. März die Interimsregierung Rajkow.

## Anfangskabinett
- Ministerpräsident: Bojko Borissow (GERB)
- Stellvertretende Ministerpräsidenten: Simeon Djankow, Zwetan Zwetanow
- Minister für Inneres: Zwetan Zwetanow  (GERB)
- Finanzminister: Simeon Djankow (parteilos)
- Außenminister und Regierungssprecher: Rumjana Schelewa (GERB)
- Verteidigungsminister: Nikolaj Mladenow (GERB)
- Minister für Bildung, Jugend und Wissenschaft: Jordanka Fandakowa (GERB)
- Justizminister: Margarita Popowa
- Minister für Wirtschaft, Energie und Tourismus: Trajtscho Trajkow (parteilos)
- Minister für Arbeit und Sozialpolitik: Totju Mladenow (GERB)
- Minister für Landwirtschaft und Lebensmittel: Miroslaw Najdenow
- Minister für regionale Entwicklung und Infrastruktur: Rossen Plewneliew (parteilos)
- Minister für Verkehr und IT: Aleksandar Zwetkow
- Minister für Umwelt und Gewässer: Nona Karadschowa (GERB)
- Minister für Gesundheit: Boschidar Nanew (GERB)
- Minister für Kultur: Weschdi Raschidow (GERB)
- Minister für Sport und Sportbildung: Swilen Nejkow
- Minister ohne Geschäftsbereich und Minister für die im Ausland lebenden Bulgaren: Boschidar Dimitrow (GERB)

## Regierungsumbildungen

### 2009
Nachdem der ehemalige Bürgermeister der bulgarischen Hauptstadt Sofia, Bojko Borissow Ministerpräsident wurde, wurden Kommunalwahlen in Sofia eingeleitet. Spitzenkandidat und Sieger wurde die Bildungsministerin Jordanka Fandakowa, was zur ersten Regierungsumbildung im Kabinett Borissow führte. Neuer Bildungsminister wurde Sergej Ignatow.

### 2010
Im Januar 2010 verzichtete Rumjana Schelewa nach einer misslungene Kandidatur als Europakommissar für das Ressort Humanitäre Hilfe und Krisenschutz in der Kommission Barroso II auf dem Posten als Außenminister. Neuer bulgarischer Außenminister wurde Nikolaj Mladenow, der das Amt des Verteidigungsministers innehatte. Nachfolger als Verteidigungsminister wurde Anju Angelow.
Im März 2010 wurde Tomislaw Dontschew als Minister für die Koordination und Überwachung der EU-Förderprogramme vorgestellt.
Im April wurde der Gesundheitsminister Boschidar Nanew wegen Misswirtschaft entlassen und durch Anna-Marija Borissows ersetzt. Borissowa trat jedoch im September 2010 nach einem Skandal zurück und zum neuen Gesundheitsminister wurde Stefan Konstantinow ernannt.

### 2011
Im Dezember wurde bekannt, dass ein Großteil der bulgarischen Botschafter und Konsuln Mitarbeiter der ehemaligen kommunistischen Staatssicherheit (siehe Bulgarien#Außenpolitik) waren. In diesem Zusammenhang und wegen der Bereitschaft des Ministerpräsidenten Borissow und des Außenministers Mladenow, sich von solchen Mitarbeiten zu trennen, trat Boschidar Dimitrow im Februar als Minister für die im Ausland lebenden Bulgaren zurück. Sein Nachfolger als Minister für die im Ausland lebenden Bulgaren wurde Rosen Iwanow.
Am 18. Mai trat der Minister für Verkehr und IT Aleksandar Zwetkow zurück. Zu seinem Nachfolger wurde Iwajlo Moskowski.
Nachdem der Minister für regionale Entwicklung und Infrastruktur Rossen Plewneliew als Kandidat für die Präsidentschaftswahlen 2011 vorgeschlagen wurde, verzichtete dieser auf sein Ministerposten. Sein Nachfolger als Minister wurde am 9. September Liljana Pawlowa. Da die Justizministerin Margarita Popowa Vizepräsidentin von Plewneliew wird, wurde am 30. November Diana Kowatschewa als ihre Nachfolgerin vereidigt.

### 2012
Am 15. März 2012 trennte sich Borissow von Trajtscho Trajkow und Stefan Konstantinow. Neuer Minister für Wirtschaft, Energie und Tourismus wurde Deljan Dobrew und neue Gesundheitsministerin Dessislawa Atanassowa.

### 2013
Nach anhaltenden Protesten in der Bevölkerung gegen Sparmaßnahmen und Strompreiserhöhungen trat am 20. Februar 2013 die gesamte Regierung Borissow zurück; Finanzminister Djankow hatte bereits zwei Tage zuvor sein Amt aufgegeben.